# Podzemna svinjka
Podzemna svinjka, znana tudi po afrikanskem imenu aardvark (znanstveno ime Orycteropus afer), je vrsta sesalcev iz reda cevozobcev, ki živi v podsaharski Afriki. Ta nenavadna, nočno aktivna žival, ki je edini še živeči predstavnik cevozobcev, po telesni zgradbi nekoliko spominja na križanca med prašičem in mravljinčarjem, vendar je podobnost z njima zgolj navidezna, saj je najbolj sorodna afriškim rilčastim skakačem ter tenrekom.
Kljub svojim posebnostim, med katerimi je najizrazitejša specializiranost na prehranjevanje s termiti in mravljami, je razmeroma številčna in široko razširjena, zato ne velja za ogroženo. Najpogostejša je v odprti krajini, izogiba pa se puščavam, gostim deževnim gozdovom in območjem s kamnitim površjem.

## Telesne značilnosti
Je srednje velik sesalec, ki doseže do 130 cm v dolžino, še pol toliko pa meri rep. Tehta do 65 kg. Obarvan je rumenosivo, s svetlejšima glavo in repom ter temnejšim spodnjim delom. Po nogah so tudi daljše dlake. Noge so sicer močne, prilagojene za kopanje, s po štirimi (spredaj) oz. petimi (zadaj) prsti, ki nosijo velike kremplje z ostrimi robovi.
Glava z velikimi uhlji in dolgim, topim gobcem spominja na prašičjo. Zobovje je posebnost med sesalci, brez sekalcev in podočnikov, iz vsake od štirih strani čeljusti izraščata samo po dva predmeljaka ter trije meljaki. Pri tem zob ne obdaja sklenina, temveč samo zobni cement. Jezik je izredno gibljiv, dolg, tanek in lepljiv. Ob njem so dobro razvite žleze slinavke. Podzemne svinjke ne uporabljajo zob za mletje hrane, to vlogo ima pilorični del želodca, podobno kot ptičji mlinček.